# Віброхвіст

Віброхвости із джиг-голівками

Віброхві́ст, або силіко́н — штучна риболовна принада для ловлі хижої риби — судака, щуки тощо. Являє собою імітацію живої рибки, зроблену з силікону або іншого еластичного полімерного матеріалу. Використовується, як правило, разом із «офсетним» гачком або джиг-голівкою — обважненим гачком, що частково ховається всередині віброхвосту. Хвіст у віброхвосту є розширеним, і завдяки спротиву води, при підтягуванні хвіст вібрує, таким чином віброхвіст «грає», коливаннями принаджуючи хижака.
Одною з найпривабливіших для рибалок характеристик віброхвосту є його невелика вартість, менша за вартість найдешевших воблерів.
Розповсюдженим способом ловлі на «силікон» є джигування — ступінчаста проводка понад самим дном.
Для різних умов ловлі та різних риб існують різноманітні за кольором віброхвости: використовуються яскраві кольори, поєднання кольорів, прозорість, додаткові елементи, що блищать тощо. Існують також воблери з вібруючим силіконовим хвостом.
Подібною до віброхвосту принадою є твістер.